# モンスターファーム2
『モンスターファーム2』とは、1999年2月25日にテクモから発売されたPlayStation用の育成シミュレーションゲーム。モンスターファームシリーズの2作目。2000年7月27日にはThe Best版が発売されている。2014年12月3日からはゲームアーカイブスにて配信開始、CDによるモンスターの再生はPlayStation 3からのみ行える。2020年9月17日に、Nintendo Switch、iOS、Android向けの移植版がコーエーテクモゲームスより発売された。
基本的なゲームの流れは前作『モンスターファーム』と大差はないが細かい点では色々と差がみられる。基本的には音楽CDから取り出すなどして入手したモンスターをファームで育成し、大会に出場させて闘うゲームである。
前作と同様に四大大会（M-1グランプリ、ウィナーズ杯、ワールド・モンスターズ杯、グレイテスト-4）全てに優勝して名人になることでエンディングへ到達できる。
また特定の条件をクリアしないとCDから再生することができない隠しモンスターが前作にも増して多く登場する。シリーズ随一のモンスター数、技数となっている。
『モンスターファームDS2』の特典『公式メモリアルブック』にシリーズ屈指の名作と表記された。

## ストーリー
その昔、世界がまだ一つの大陸だった頃、「大いなる存在」は人間の他に新たな命「モンスター」を創った。人間とモンスターが共に生きる社会が築かれたが、いつの日からか大きな争いが起こり、世界は戦火に包まれた。「大いなる存在」は争いを鎮めるため、モンスターを硬い石「円盤石」の中に封じ込めた。
それから多くの時が流れ、大陸は4つに分離。人間は科学の進歩に伴い、円盤石からモンスターを再生する技術を持つに至った。そして、円盤石から再生し育成したモンスターを闘技場で戦わせる「モンスターバトル」が人気を博し、それを管理するための「協会」が各大陸で設立されていった。
そして現代。国際モンスター協会「IMa」が管轄する大陸にすむ主人公は、IMaにブリーダー登録を行い、協会から紹介された調教助手のコルトと共にモンスターを育成、「名人」の称号を目指していく。

## モンスターの入手
モンスターの入手は、「マーケット」「円盤石再生」「石盤再生」のいずれかの方法で行う。

### マーケットでの入手
マーケット（前作の「モンスター市場」に相当）で、無料でモンスターをもらえる。前作同様、3種類のモンスターの中から選べるが、今作ではそのうち1体が季節によってかわる。そのため、マーケットでは合計6種類のモンスターを入手できる。
各季節のマーケットで入手できるモンスターは、以下の通り。
- 春(3月 - 5月):ロードランナー・モッチー・スエゾー
- 夏(6月 - 8月):ロードランナー・モッチー・アローヘッド
- 秋(9月 - 11月):ロードランナー・モッチー・ハム
- 冬(12月 - 2月):ロードランナー・モッチー・ネンドロ

また、育てたモンスターをマーケットに売却することもできる。売値は、生まれたばかりのモンスターは種族問わず一律0Gだが、育成が進むに連れて高額の売値が付くようになる。

### 円盤石再生
前作同様、モンスター神殿にて、音楽CD（またはPlayStationやセガサターンのゲームディスク、パソコン用のCD-ROMなど）からモンスターを誕生させることができる。ただ、前作とは再生方式が異なるため、同じ円盤石(CD)であっても前作とは異なるモンスターが誕生する。また、育成条件をクリアしていない特別種のモンスターは、再生しようとしても神官のチェーレから断られる。

### 石盤再生
今作で初登場。「石盤」とは、前作のセーブデータが記録されたメモリーカードのことを指す。これにより、前作のセーブデータのモンスターを再生させることができる(ただし、再生したいモンスターは前作のモンスター工房にて冬眠させておく必要がある)。石盤再生で誕生したモンスターは、前作での基本能力値の1割を受け継ぐことができる。プロトメサイアー(ヘンガー×ガリ)を除く全214種が石盤再生できるが、本作で登場しないディノ系・マジン系・ラクガキ系・ディスク系のモンスターは、それぞれロードランナー系・バジャール系・モノリス系・ナイトン系に置き換えられて再生される。また、育成条件をクリアしていない特別種のモンスターは、名前もパラメーターも全て「???」と表示され、再生できない。
また、ポケットモンスターシリーズのようにゲーム発売後の展開を見越したレアモンも登場するようになった。例えばドラゴン種のレアモンスター「ムー」はアニメ版の黒幕にあたり、ゲーム発売から約半年後に発売されたアニメ主題歌からのみ入手出来るようになっている。他のモンスターにも雑誌懸賞や攻略本の付録、イベント会場による配布などが入手条件として設定されている。

## 登場人物

### ファーム
コルティア(コルト)
プレイヤーの調教助手を務める少女。14歳。本名は「コルティア」だが、作中では愛称の「コルト」の名で呼ばれる。
出身はコラート地方ガロエ村。実直・素直で感情を態度に隠さない性格。調教助手履歴書には「少々あわてものなところあり」と特記されている。
助手試験の得点は92/100。プレイヤーのファームが彼女の初の助手仕事となる。
ネーミングセンスなど一部やや天然ボケな一面も見せる。前作の調教助手のホリィに憧れており、幼い頃からのファン。
プレイ年数の節目には感慨深い旨を告げてくれるが、100年目にも変わらぬ容姿で冗談を言うなど、前作同様にキャラクターの老いがゲーム的に表現されることはない。
シリーズ続編(PS版カードバトルやDS2など)にも登場。
ジョイ
コルトが飼っている鳥。モンスターにアイテムをあげたりトレーニングをしたりするときのサポート役。
ベルデ
アイテムショップのおばさん。コルトとは知り合いである。
エロウ
修行地の管理人。最初は不遜な態度で接してくるが、プレイヤーのブリーダーランクがある程度上がると、掌を返したように丁寧な態度になる。

### パーク
ウィオラ
マーケットの受付の女の子。ダッジの妹。兄と違い笑顔でとても親切に対応してくれる。
チェーレ
モンスター神殿の女性神官。
ダッジ
モンスター工房の管理者。ウィオラの兄。表情と態度がぶっきらぼうなため、コルトはいつも遠慮がちに彼に話しかける。

### IMa
パブス
コルトの師匠。厳格な実力者ながらやや抜けた一面もある。プレイヤーにアドバイスをくれる。
ロウゼ
IMaの受付案内嬢。ゲームスタート時に会える。

### FIMBA
ホリィ
前作のプレイヤーの調教助手。本作ではFIMBA所属のブリーダーとして登場し、2大陸対抗戦などで会える。服装の色合いが変わった。
カルナボ
前作に登場した探検家で、FIMBAの権威者。2大陸対抗戦で登場する。

### 冒険イベント
タリコ
トーブル大学教授。条件を満たすと6月1周にファームに来て、フェニックス火山とカウレア火山の冒険に誘ってくる。パブスの知人で、行動的で唐突な性格が特徴。
ロヴスト
トーブル大学助教授。条件を満たすと2月1周にファームに来て、トーレス山脈の冒険に誘ってくる。タリコの息子で、優男だが、探究心や唐突なところをコルトには父親似と評される。
カヴァロ
トレジャーハンター。条件を満たすと10月1周にファームに来て、パレパレジャングルの冒険に誘ってくる。プレイヤーを「〇〇先生(〇〇はプレイヤーの名前)」、コルトを「おじょうちゃん」と呼ぶ。

## モンスターのパラメータ
大半は前作と同様である。前作と異なるものを記述する。前作でいうところのまじめ度や潜在能力に相当するパラメータは本作には登場しない。
基本能力値
前作と同様にライフ、ちから、丈夫さ、命中、回避、かしこさの6つのパラメータがバトルに大きく影響を与えることになる。前作ではちからとかしこさは技の攻撃力のみに関係していたが、本作では防御力にも若干影響する。つまりちから（かしこさ）が高いとそれだけ相手のちから（かしこさ）技で受けるダメージが減少する。
忠誠度
前作では甘え度と恐れ度の和が忠誠度であったが、本作ではその2つの値の平均値が忠誠度となる。そのため、甘やかす一方だったり厳しくする一方では、忠誠度は100にはならない。
体型
前作では隠しパラメータであったが、本作ではステータス画面で目安を知ることができる。またデブになると丈夫さにプラス補正がかかるが回避にマイナス補正が、ガリになると回避にプラス補正、丈夫さにマイナス補正がかかるためモンスターの特徴をつかんで体型を決めるのが望ましい。
ヨイワル度
前作にはなかったパラメータ。「激ワル」「ワル」「ふつう」「ヨイ」「激ヨイ」の5段階で表される。-100から100までの値をとり、値が小さいほどワル、大きいほどヨイとなる。
ヨイワル度はモンスターごとに初期値が異なるが（-90から90）、初期値から±100までしか変動しない。また、トレーニングなどへの成功率や「大成功」および「成功?」「サボリ」の発生率に関係する。
ヨイワル度が一定以上（あるいは一定以下）でないと習得できない技（ヨイ技、ワル技）も存在する。
アイテムのフルーツ・グミ（カクテル・グミ）を与えると性格がヨイ（ワル）に傾く。またヒーロー・バッチ（ヒール・バッチ）を持っていると月の頭に少しだけ性格がヨイ（ワル）に傾く。
好き嫌い
前作にはなかった要素。モンスターには好き嫌いがある。アイテムやねること、遊ぶこと、闘うことなどが好きだったり嫌いだったりする。
移動速度
隠しパラメータでありステータス画面上には表示されない。バトル中に移動するときの速度。5段階で設定されている。種族固有の値であり、育成中に変化することはない。

## トレーニングと修行

### トレーニング
前作での「仕事」に相当する。ただし、仕事と違ってトレーニングでは資金を得ることはできない。また、前作では結果が「成功」「失敗」の2種類のみであったが、今作では以下のようにバリエーションが増えた。
- 「大成功」:通常の「成功」よりも高いパフォーマンスを見せ、能力値が大きくアップする。モンスターの性格が「ヨイ」「激ヨイ」の場合に発生しやすい。
- 「成功」:通常の成功パターン。能力値がアップする。
- 「成功？」:モンスターがトレーニング中にズルをする。能力値は少しだけアップする。モンスターの性格が「ワル」「激ワル」の場合、もしくは疲労が大きい状態の時に発生しやすい。
- 「失敗」:ミスなどでトレーニングに失敗する。能力値は上がらない。
- 「サボリ」:モンスターがトレーニングを完全に放棄しサボる。能力値は上がらない。モンスターの性格が「ワル」「激ワル」の場合、もしくは疲労が大きい状態の時に発生しやすい。

また今作ではモンスターに得意なトレーニングが存在する場合があり（例えばロードランナー系のモンスターは走りこみが得意）、得意なトレーニングでは成功時の能力上昇値が+1される。
トレーニングは以下の10種類存在する(「プール」はバグにより、実際のモンスターの適正とは入れ替わった傾向で能力値が上昇する)。また、モンスターの能力に応じてトレーニングのレベルが最大3まで上がり、レベルが高いほど成功率が下がる。
| トレーニング名 | 大きく上がる能力値 | 少し上がる能力値 | 下がる能力値 | 疲労とストレスの蓄積 |
| -------------- | ------------------ | ---------------- | ------------ | -------------------- |
| ドミノ倒し     | なし               | 力               | なし         | 小さい               |
| しゃてき       | なし               | 命中             | なし         | 小さい               |
| 猛勉強         | なし               | かしこさ         | なし         | 小さい               |
| 丸太うけ       | なし               | 丈夫さ           | なし         | 小さい               |
| 巨石よけ       | なし               | 回避             | なし         | 小さい               |
| 走りこみ       | なし               | ライフ           | なし         | 小さい               |
| 変動床         | 回避               | かしこさ         | ちから       | 大きい               |
| 重り引き       | 力                 | ライフ           | 回避         | 大きい               |
| プール         | 丈夫さ             | ライフ           | かしこさ     | 大きい               |
| めいそう       | かしこさ           | 命中             | 丈夫さ       | 大きい               |

### 修行
基本的なシステムは前作と同様であり、モンスターを1か月間の修行に出すことができる。料金は通常は2000Gで、月初に修行料金半額の通知が届いた時は、その月の間は1000Gになる。
また今作ではトレーニングと同様にモンスターに得意な修行が存在する場合があり（例えばラウー系のモンスターはジャングルが得意）、得意な修行では成功時の能力上昇値が+1される。ただし前作と異なり修行に出すだけで技を覚えるとは限らず、出すと寿命が大幅に減少する。
ヨイワル度が一定値以上（または以下）でないと覚えられないヨイワル技があるほか、上位技と呼ばれる技を習得するには対応する下位技を大会で使い込む必要がある（例えばゲル系の超パラボラビームという技を習得するためには下位技であるパラボラビームを使い込む必要がある）。また条件を満たし管理人のエロウが覚えられるといった旨のコメントをした場合でも、モンスターのパラメーターが低いと覚えられないということもある。
| 修行地                          | 大きく上がる能力値 | 少し上がる能力値 | 習得できる技   |
| ------------------------------- | ------------------ | ---------------- | -------------- |
| トーブル海岸                    | 命中               | ライフ           | 命中重視技     |
| マンディー砂漠                  | ちから             | ライフ           | 大ダメージ技   |
| パレパレジャングル              | かしこさ           | ライフ           | ガッツダウン技 |
| パパス雪山                      | 回避               | ライフ           | クリティカル技 |
| カウレア火山（Bランク以上限定） | 丈夫さ             | ライフ           | 超必殺技       |

#### ノラモン戦
本作では修行のあと、稀にノラモン(人間に捨てられたり人里から逃亡して野生化したモンスター)と遭遇することがある。ノラモンにも大会同様にランクがあり、中にはAランクやSランク相当の力を持つ猛者もいる。また、ノラモンはランクを問わず全個体が、各々の種族の技をすべて修得している。ノラモンを倒すと賞金(Eランク～Bランクのノラモンは1000G、Aランク以上のノラモンは3000G)が手に入るほか、特別種モンスターの育成解禁に関わる重要アイテムが手に入ることもある。なお、Aランク以上のノラモンはすべてノラモン専用の派生種(SUB血統は「???」、プレイヤーが育成することはできない)であり、修行に出したモンスターがBランク以上の場合のみ出現する。
プレイヤー(ブリーダー)は修行に同行していないため、ノラモンとの対戦では大会時のようにモンスターに指示を出すことはできない。そのため、プレイヤーは終始、対戦を見守るのみとなる。また、対戦の制限時間は3分(画面には表示されない)で、両者ライフを残したまま3分を経過すると、ライフの残量に関係なく強制的にギブアップ(敗北)となる(対戦中にギブアップすることもできる)。そのため、ノラモンに勝利するには、制限時間内にノラモンをKOするしかない。
トーブル海岸
アローヘッド、ゲルなど、海をイメージさせる敵が多く出てくる。最上位のノラモンは、太古の眠りから覚めたと言われる白鯨グジラキング（グジラ×???）。
マンディー砂漠
ゴーレム、モノリス派生が多い。最上位のノラモンは、驚異的な命中精度を誇るスナイプ（ケンタウロス×???）。
パレパレジャングル
プラント、ラウーなどのノラモンが多い。最上位のノラモンは、ジャングルの王者キングラウー（ラウー×???）。
パパス雪山
ライガーなど雪山をイメージさせるノラモンが出てくる。最上位のノラモンは、雪山の主ビッグハンド（ジール×???）。
カウレア火山
ナーガ、ドラゴン派生などが生息。最上位のノラモンは、900を超える圧倒的なかしこさを備えたフェニックス（ヒノトリ×???）。

## 大会への出場
前作からの変更点
- 前作においてグレードアップするには各ランクの公式戦を順にクリアしていかなければなかったが、本作は一段上のランクの大会に出場できるようになった。これによって初期能力の高いモンスターを飛び級させたり、寿命を縮める大会への出場を最低限に減らすことができるようになった。
- 前作は公式戦の敵は変化することが無かったが、本作はIMa公式戦に限り6 - 10体の中からランダムで選ばれる。
- 前作において大会の種類はE - Sの6ランクのみだったが、本作にはFランク（正確にはフリーランク）が登場しておりグレードに関係なしに出場できる。
- 前作では大会の形式はすべて総当たり戦だったが、今作ではほかに5対5、トーナメントなどの形式がある。
- 前作よりも敵モンスターの能力値が高く設定され、難易度が上がっている。
- 大会出場後にランダムに選ばれた3つの能力値が上昇するようになった。上昇値は固定なのでピークを過ぎたモンスターでもさらなる成長が見込める。なお、大会のグレードに応じて上昇率も変化する。
- 四大大会を制覇することによってエンディングに到達できるのは前作と同様であるが、今作では四大大会全てを制覇したモンスターのみが招待されるレジェンド杯が存在する。この大会では強力なモンスターとの一騎討ちが行われ、勝利するとそのモンスターを殿堂入りさせることができる。

### 各ランク
Eランク
最も下のランク。対戦相手の能力値は全ランクで最も低く、再生・合体直後のモンスターでも優勝を狙える。
Dランク
モンスターが最初に挑戦できる中で最高のランク。バランス技以外の技を持った対戦相手も増えている。
Cランク
中堅のランク。このランクになると、再生直後のモンスターでは太刀打ちできない。対戦相手のパラメータに特色が出てくる。
Bランク
一人前のランク。このランクになるとカウレア火山での修業が解禁され、超必殺技を習得できるようになる。強力な上位技を持つ対戦相手が増える。
Aランク
上級のランク。500を超える能力値を持つ強力な対戦相手が立ち塞がる。Fを除いた全ランクの中で最も対戦相手のバリエーションが多く、様々な種族の対戦相手を見ることができる。
Sランク
選ばれしブリーダーとモンスターだけが到達できる、最高位のランク。ドラゴン、ジョーカー、ゴーレム派生の対戦相手が多い。四大大会では、700以上の能力値を複数備えたトップレベルの実力を持つ対戦相手が登場する。
Fランク
フリーランク。このランクの大会には、E～Sのすべてのランクのモンスターが自由に出場できる。対戦相手の強さは、出場する大会によってEランクからSランクまで大きく変わる。

### 四大大会
Sランクの公式戦を優勝後、招待状が届くと出場できる。賞金はどの大会も10000Gで、対戦相手の強さは全大会の中でトップクラス。
グレイテスト4
2月2週に開催される。総合力の高いモンスターが出場する、四大大会屈指の難関。
出場者
ラブレス（デュラハン×デュラハン）
カーマイン（ジョーカー×ドラゴン）
ゼーランディア（ドラゴン×ジョーカー）
M-1グランプリ
5月2週に開催される。ちからが高く、一撃の攻撃力が強いモンスターが多い。
出場者
ドルーガード（グジラ×ゲル）
アスタウンド（ゴーレム×ヘンガー）
ルージュ（プラント×ピクシー）
ウィナーズ杯
8月2週に開催される。耐久力の高いモンスターが中心。
出場者
ブリガンディ（アローヘッド×ジョーカー）
ルージュ（プラント×ピクシー）
カーマイン（ジョーカー×ドラゴン）
ワールド・モンスターズ杯
11月2週に開催される。かしこさに優れたモンスターが出場する。
出場者
ゼーランディア（ドラゴン×ジョーカー）
シアラ（ピクシー×ドラゴン）
ドルーガード（グジラ×ゲル）

### レジェンド杯
四台大大会をすべて制したモンスターだけが招待される大会。4月4週に開催される。対戦相手は下記の2体のいずれか1体で、開催年が偶数年の時はモスト、奇数年の時はポリトカになる。勝利すれば優勝となり、モンスターは殿堂入りする。
出場者
モスト（モッチー×???）
シロモッチー。全能力が高い。
ポリトカ（スエゾー×???）
シロゾー。攻撃力に優れている。

## さまざまなイベント
前作と同様、郵便や増築など、さまざまなイベントが存在する。
- 今作は家・小屋に加えてモンスターのお墓の設置・増築が可能となり、それぞれの増築が育成解禁に必要な条件となる種族も存在する。

また、前作にもあった探検にはいくつかの変更点がある
- 探検場所ごとに目的が存在し、それを達成することで「大成功」となる（通常の探検では「成功」）。
- 行動回数が日数ではなく、モンスターのライフに依存する行動力で表されるようになった。
- 特定の場所から別の場所に移動するワープが追加された。
- 障害物の突破確率は全てモンスターのちからに依存するようになった。

### 本作で追加されたイベント
対抗戦
IMa（プレイヤーの所属する今作のモンスター協会）とFIMBA（前作のモンスター協会）との対抗戦。ゲーム中で特定の条件を満たすと第1回大会が開催され、以後4年に1度、8月4週に開催されるようになる。S〜Dランクまでのモンスターを1体ずつ、5対5の団体戦で、両団体の同ランクのモンスター同士が戦い、最終的な勝ち数の多い団体が勝利。参加するにはまず7月4週に行われるグレードごと選抜戦で優勝しなければならない（全ての選抜戦は同じ週に開催されるが、モンスターのグレードと同じランクの選抜戦しか表示されないため飛び級や下位のグレードの大会への参加は不可）。このため、5体のモンスターを全てプレイヤーが用意するのではなく、プレイヤーのグレード以外は、そのグレードのモンスターの中からランダムに選択された4体が代表として参加することになる。対戦相手となるFIMBA側のモンスターには、前作の大会に登場した敵モンスターの名前を見ることができる。Sランク対抗戦ではレジェンド杯よりも能力値の高いモンスターも登場する。
アルバイト
PocketStationを使ったミニゲームでお金やアイテムなどを手に入れることができる。内容は、画面上に二つの数字が現れ、状況に応じたボタンを押すことによりポイントが加算される。一定時間内にそのポイントをどれだけ稼ぐことができるかというものである。報酬は100ポイント＝10ゴールドとなっている。また、その内容によってはゴールド以外にも様々なアイテムを貰うことができ、アルバイトでしか手に入れることができないアイテムおよびそれによって再生できるレアモンも存在する。ちなみに、失敗した場合は本来獲得できるはずだった分のポイントを引かれてしまう。左に出る数字をa、右に出る数字をbとしたとき、ポイントの加算方法は次の通りである。
| 状況     | ボタン | 獲得ポイント |
| -------- | ------ | ------------ |
| a＞b     | 左     | 1            |
| b＞a     | 右     | 1            |
| a＝b     | 下     | 5            |
| a＋b＝10 | 上     | 10           |

また、2つの条件に当てはまる場合は、獲得ポイントが多いボタンが優先される。例えば、a＝7、b＝3の場合に左を押したり、a＝5、b＝5の場合に下を押すと、失敗と見なされてしまう。

## モンスター同士の対戦
対戦システムも基本的には前作と変わらないが細かい点では以下のように色々な違いがある。
- 与えるダメージやガッツダウン量について、前作より若干ランダム性が強くなった。
- 前作では貯めたガッツに応じて攻撃力と命中率が上昇するようになっていたが、本作では防御力と回避率にも影響するため、前作にもましてガッツを貯めることが重要となった。前作ではバトル終了間際は技を連発してガッツを消費しつくすのが一般的な戦略だったが、本作でその戦略を行うと、ガッツが残り少なくなって防御力や回避率が下がったところで相手モンスターの反撃にあう危険性にさらされる。
- ガッツ回復速度に応じて攻撃力、防御力、命中率、回避率に補正がかかる（ガッツ回復速度が遅いほど補正が有利になる）。前作では、ALL999同士のバトルにおいては同一種族内でガッツ回復が最も早い種族（しばしばピクシー派生のモンスターか羽化させたモンスター）がその種族内では最強であったため、イベントでは出場モンスターがそれらの種族に偏りがちであったが、このシステムにより本作では出場モンスターの偏りはある程度緩和された。
- 吹き飛ばしについては、前作では吹き飛ばしたあとに両モンスターが外側に移動したが、本作では吹き飛ばされた方のモンスターだけが外側に移動する。
- 意味不明について、前作では忠誠度が十分高ければ発生確率は0%であったが、本作ではどんなに忠誠度を高めても意味不明の発生確率は0にはならない。
- タイムアップ時の残ライフ率の判定が、前作より細かくなった（小数第一位まで判定される）。
- 試合中に発動する状態変化は、前作では「底力」のみだったが、本作ではこれに加え「逆上」「集中」「憤怒」「必死」「根性」「余裕」「闘魂」「我慢」「元気」「本気」「泥酔」「団結」と大幅にバリエーションが増えている。中には、特定の種族でしか発生しない状態変化もある。

## ALL999モンスターの育成
前作では黄金モモ、卵カブリといった延命アイテムを与えることで理論上は無制限にモンスターの寿命を延ばすことができたが、本作ではそれらに対応する延命アイテム（黄金モモと白銀モモ）が1匹のモンスターにつき1個しか与えられないので、その方法でALL999のモンスターを育成することは難しい。
また1週間につき1つしかアイテムを与えられないことから大量の薬物投与によるドーピング育成もできないうえ、疲労やストレスを大量の回復アイテムでまとめて除去することもできない。したがってALL999のモンスターの育成は前作に比べてはるかに難しくなっている。
確実にALL999のモンスターを育成するには、ソンナ・バナナというアイテムを使う方法が取られる。このアイテムを投与すると3種類の効果がランダムに発現するが、その中に寿命が1週間延びるという効果が存在する。そこで毎週ソンナ・バナナを投与し、寿命が延びる効果が出るまでセーブデータのロードを繰り返すという育成方法がとられる（通称バナナ育成）。寿命が延びたときは副作用として忠誠度が下がるのでその効果があらわれたことが確認できる。つまりバナナ育成は基本的に忠誠度0の状態で行う。したがってモンスターのヨイワル度によっては上級のトレーニングがなかなか成功しないということもありうる（その場合は大会に出場させて能力値を上げるか成功?によって地道に能力値を上げる）。バナナ育成は非常に根気を要する作業で、『モンスターファーム2マニア』（メディアファクトリー、1999年、27頁）ではALL999のダックロンを育成するのに推定37時間12分57秒かかったとしている。
なお成長率のよいモンスターを選び計画的に育成すれば、ソンナ・バナナを使うことなくALL999のモンスターを完成させることも不可能ではない。

## 登場するモンスター
PS（PS2も含む）シリーズ中最多の全408種類のモンスターが登場する（ただしそのうち17種は敵モンスターとしてのみ登場し、プレイヤーが育成することはできない）。
MAIN血統とSUB血統の組み合わせによって種族名が決定するシステムは前作と同様であるが、今作では38種類もの血統が存在する。また、前作に登場した血統同士の合体でも、前作にはなかった新たな派生種が生まれる（ドラゴン×ピクシーなど多数）。それを含め、一見ミスマッチ感が強い血統の組み合わせにも多くの派生種が存在するため、全体的にレアモンスター以外でもコミカルな容姿をもつモンスターが増えている。
初期から育成可能な基本種と、特定の条件をクリアすることで育成可能になる特別種が存在する。特別種のモンスターは、育成条件クリア前は円盤石再生も石盤再生もできない。また、リリム(ピクシー×ジョーカー)のようにMAIN血統が基本種でSUB血統が特別種のモンスターは、SUB血統の種族の育成条件をクリアしないと再生できない(ただし、前作から引き続き登場するゴーレム・ワーム・ガリ・ドラゴン・ヘンガーがSUB血統の場合は初期から再生可能)。
ピクシー、ドラゴン、ヘンガー、ゴーレム、ライガー、ハム、ガリ、ニャー、ゴースト、スエゾー、ゲル、プラント、モノリス、ラウー、ワーム、ナーガの16系統&前作に登場したその派生種のモンスターは、前作から引き続き登場する（例外として、プロトメサイアー(ヘンガー×ガリ)のみ今作には登場しない）。ただし、ほとんどのポリゴンモデルやモーションは新たに作り直されており、全体としてテクスチャーがより精巧になり、小型化した。ドラゴンなど、骨格や動作が大きく変化したモンスターも存在する。
今作でも前作同様、SUB血統が「???」と表示されるレアモンスターが、各MAIN血統に1～3種類存在する。また、前作から引き続き登場している血統のレアモンスターは、一部を除き全て新しいものになっている。

### 基本種
全16種族。初期から育成可能。
ピクシー
前作に引き続き登場。ほとんどの血統のSUB派生が存在し、派生種が非常に多くなった。前作と同じくガッツ回復力は健在だが、今作では全モンスターナンバー1ではなく、さらにガッツ回復速度が必ずしも優位性に繋がらなくなったため、最強の血統ではなくなった。
コロペンドラ
今作で初登場。見た目は芋虫のようなモンスターだが、3匹のモンスターの集合体。ワームに似てライフが上がりやすい。技の威力は全体的に低めだが命中率が高い傾向がある。
ロードランナー
今作で初登場。肉食恐竜のような姿をしたモンスターで、前作のディノに相当する。ディノよりもシャープなルックスで派生種の数が非常に多く、ほとんどの血統のSUB派生がいる。技数はチャッキーと同じく最多の24。
アローヘッド
今作で初登場。ザリガニのような姿をしたモンスター。丈夫さが成長しやすいが、回避とかしこさが上がりづらい。命中の上昇率は普通だが、初期値は低い。大きなハサミ以外にも、エネルギー弾など、その姿からは考えにくいほど器用な攻撃方法を持つ。技数はチャッキー、ロードランナーと同じく最多の24。
ライガー
前作に引き続き登場。今作に登場するモンスターの中でも技の習得が簡単で、前作と同じく育てやすい。
ホッパー
今作で初登場。小動物のような小さなモンスター。命中の上昇率が高い。ちから系の技が多く、手数で攻めるタイプ。
ハム
前作に引き続き登場。戦闘スタイルが大幅に変わり、前作のボクシングから、中国拳法のような技を操るようになった。派生種は、レアモンスターが変わったこと以外は前作と同じ。
アーケロ
今作で初登場。仙人のようなモンスター。寿命が長く、回避とかしこさがあがりやすいが、力と丈夫さが上がりづらい。隠し持った爪のほか、酒やタバコを用いた技が多い。酒の技には副作用がある。
スエゾー
前作に引き続き登場。かなりのワルモンで、前作と同じくブリーダーの言うことを聞きにくい。前作のディスクを円盤石再生すると、この種族のレアモンスターが出現する。
モッチー
今作で初登場。桜餅とカモノハシが合わさったような姿に二足歩行のモンスターで、本作のマスコット的存在。苦手な能力がなく、回避、命中、丈夫さが特に伸びるが、技の効率が全体的に余り良くない。
ネンドロ
今作で初登場。その名のとおり粘土のようなモンスター。ライフ、回避、ちからが成長しやすい。反面、命中、かしこさ、丈夫さが上がりづらい。ゲルとは違い、変形しても長い手足を出す程度で、原型をとどめる。相撲やプロレスを彷彿とさせる技を使う。
ゲル
前作に引き続き登場。技のバリエーションがさらに増えた。ちからにやや難があるようになった。威力と命中率に優れた超必殺技を持つ。
プラント
前作に引き続き登場。前作のモンスター甲子園でこの種族が猛威をふるったためか、全体的に弱体化。対人戦に響くような弱体化がなされたものの、依然寿命が長く扱いやすいため、育てやすいモンスターの一種。
なお弱体化は純潔の図鑑で「IMaのプラントは弱めだという」と言う理由付けがされており、少なくともFIMBAのプラントよりは弱いことは確定している。
ベニヒメソウに関しても「FIMBAでは最強クラスといわれるがIMaでの実力はまだ未知数」という内容が記されている。
モノリス
前作に引き続き登場。技の性能は高いが、寿命が短く、育成しにくいモンスターとなった。ガリ同様に習得に使い込みが必要な技が多い。
ラウー
前作に引き続き登場。前作では育成に条件が必要だったものの今作では無条件で育成可能。また、不真面目の代名詞だったが、今作ではそこまで育てにくくはない。素質は良い。
ナーガ
前作に引き続き登場。前作同様短命だが、それほど能力的な優位性がなくなってしまった。しかし、前作以上に技の効率に優れる。

### 特別種
全22種族。特定の条件をクリア後に育成可能。
ドラゴン
前作に引き続き登場。大きくポリゴンモデルが変わったモンスターの一つ。派生種はかなり増えた。ゲームをある程度進めなければ育成できないものの、前作と違って厳かな雰囲気は薄れ、コミカルな設定・容姿を持つ派生種も幾分増えている。
ケンタウロス
今作で初登場。ギリシャ神話に登場するケンタウロスに由来するモンスター。命中が成長しやすい。槍と魔力を駆使して戦う。
ビークロン
今作で初登場。カブトムシのようなモンスター。ちから、丈夫さが成長しやすいがかしこさは上がりづらい。派生種により、内殻も変化する。実はツノは取り外し可能。
ヘンガー
前作に引き続き登場。前作と違い、珍重される存在ではなく、かなり早くに育成できるようになる。今作ではどちらかというと変形後の人型の姿がメインになっている。寿命が短くなった。
チャッキー / ラッキー
今作で初登場。小さな人形のモンスター。能力値の上昇率にかなり癖があり、初期能力も低いが寿命はきわめて長い。技数は最多の24。ジョーカーに次ぐワルモンである。実力を備えたブリーダーしか育成できないという。海外版、及び移植版では名前が「ラッキー（Wracky）」に変更されている。
ゴーレム
前作に引き続き登場。前作に比べ顔が小さくなった。ピクシーと同じく派生種が非常に多くなった。
デュラハン
今作で初登場。甲冑のモンスター。アイルランドに伝わるデュラハンが由来。開発中はヨロイ種とされており図鑑にはその名残が多く残っている。丈夫さを筆頭にちからなどもバランスよく成長するが、唯一回避が上がりづらい。剣術・体術で勇ましく戦う。洋風な外観と裏腹に和風な技が多い。
バクー
今作で初登場。大きな犬のようなモンスター。寿命が長く、ちから、ライフが成長しやすいが、かしこさが上がりづらい。見た目からラウーのような怠け者に見えるが激ヨイのモンスターである。
ガリ
前作に引き続き登場。最良のヨイモン。前作とは違い、登場モンスターの中で最も性格がいい。寿命が短いのに反して使い込みが必要になる技が多く、技に関してはやや不自由。
グジラ
今作で初登場。クジラのようなモンスター。ライフとちからが成長しやすいが命中が上がりづらい。体の大きさは全種族中トップクラスで、ゴーレム以上の一撃必殺型。海の力を使うこともできる。
バジャール
今作で初登場。アラジンと魔法のランプに登場するランプの魔神のような姿のモンスター。サイズが不明瞭なモンスターである。戦闘スタイルはボクサーに近い。このモンスターについては、一部の技の習得不可など随所にバグが見られる。
ニャー
前作に引き続き登場。前作よりも設定上の不気味さが抜け、単にかわいいぬいぐるみのイメージが強くなっている。
ヒノトリ
今作で初登場。体中が燃えている鳥のモンスター。最良のヨイモン。かしこさが成長しやすいが力が上がりづらい。なお、ちから含めすべての初期能力が高く、初期パラメーター合計は全モンスターの中で最高値。炎を繰り出して戦う。ヨイワル値の関係上、絶対に習得できない技がデータ上に存在する。
ゴースト
前作に引き続き登場。全体的な能力が低く、技・寿命共に芳しくないため、弱体化している。
メタルナー
今作で初登場。宇宙人のモンスター。命中と丈夫さの上昇率が高く、ガッツ回復はトップクラス。ちから系の技が多く、太極拳のようである。ほとんどの技にそれなりのクリティカル率があり、ガッツ回復も相まって対人戦では特に強い種族。この星に来た目的は宇宙を長い間旅をしているうちに失ってしまった感情を取り戻すためだという。やりこんだプレイヤーでないとその姿を見ることはできない。
ジール
今作で初登場。雪男のようなモンスター。ちからとかしこさが両方成長しやすいが、命中、回避がやや低い。氷や吹雪を操り、肉弾戦も得意。
ジョーカー
今作で初登場。大きな鎌と仮面、マントを持った死神のようなモンスター。仮面の下には醜悪な実体が隠されている（ちなみに、派生種によりこの「顔」は違う）。習得できる技数は最少の6だが、性能は高い。初期値は高く、かしこさと命中の上昇率は最高だが短命である。最も凶悪なワルモン。
ウンディーネ
今作で初登場。精霊のウンディーネのような姿のモンスター。かしこさ系の技が多く、水流や氷で戦う。命中、回避、かしこさが上がりやすく力が上がりづらいという、ピクシーに近い特性をもつ。
ナイトン
今作で初登場。アンモナイトのような姿のモンスター。丈夫さが成長しやすいが他の上昇率は低い。さらに技の威力が全体的に良くないため、育てにくい。命中率やガッツダウンに優れる技を持ち、対人戦ではそこそこ強い。
モック
今作で初登場。樹木のような姿のモンスター。寿命がかなり長い。かしこさが高く、ほとんどの技がかしこさ技。他の能力はすべて上がりづらい。ライフの初期値は高いが最も上がりづらい。
ダックン
今作で初登場。アヒルの玩具のような姿のモンスター。回避とかしこさがあがりやすく丈夫さは上がりづらい。色モノのルックスだが、能力や技性能自体はそれほど癖がない。
ワーム
前作に引き続き登場。今作でも羽化イベントが存在するが、ビークロンの育成解禁条件となっているため、羽化イベントの重要度が増した。

## モンスター甲子園
モンスター甲子園とは、モンスターファームシリーズの作品を使ったテクモ公認のイベントである。第5 - 6回モンスター甲子園はMF2を用いて行われた（個人戦）。
本作ではガッツ回復が圧倒的に早くほぼ無尽蔵に攻撃できるヴァージアハピ(ハム×ピクシー)が最強のモンスターであり、第5回モンスター甲子園のオープン戦では案の定このモンスターの活躍が目立った。それ以降はヴァージアハピがテクモの指定する使用禁止モンスターとなった。
その後はヴァージアハピにつぐガッツ回復力と効率のよい命中重視技であるポン拳を持つメタルナー系のモンスターが各地の予選で活躍して決勝トーナメントにも多数進出した。結局第5回ではメタルナーが全国大会優勝を果たした。このとき羽化ソボロベント(ワームから羽化したモノリス×ワーム種)がたおれこみ系の技による時間稼ぎなどのテクニックをみせ準優勝と健闘した。
第6回でも相変わらずメタルナー系のモンスターの活躍が目立ったが、あえてそれ以外のモンスターで挑戦する参加者も多く、全国大会決勝戦ではピーチツリーバグ(コロペンドラ×ピクシー)がメタルナー系のモンスターを破って優勝した。